# 169丁目駅 (INDクイーンズ・ブールバード線)
169丁目駅（169ちょうめえき、英: 169th Street）は、クイーンズ区169丁目とヒルサイド・アベニューの交差点に位置するニューヨーク市地下鉄INDクイーンズ・ブールバード線の駅である。F系統が終日停車する。また、当駅は165丁目バスターミナルの最寄り駅である。

## 歴史
駅はキュー・ガーデン-ユニオン・ターンパイク駅から延伸した1937年4月24日に開業した。1950年12月11日にジャマイカ-179丁目駅までが開業するまでは終着駅だった。この時列車は当駅及びパーソンズ・ブールバード駅を終着駅としていた。全列車が当駅終着とすると設備に不十分があったためである。
アーチャー・アベニュー線開業まで駅には急行線をE系統も終日走っていた。現在はラッシュ時のみ走っている。この際、168丁目駅の廃止も相まって165丁目バスターミナルの最寄りが当駅となって利用客が増えることもあり、運行系統は現在のもので問題がないか議論がされた。

## 駅構造
| G          | 地上階                       | 出入口                                                                              |
| M          | 改札階                       | 改札、駅員詰所、メトロカード券売機                                                  |
| P ホーム階 | 相対式ホーム、右側ドアが開く | 相対式ホーム、右側ドアが開く                                                        |
| P ホーム階 | 南行緩行線                   | ← コニー・アイランド-スティルウェル・アベニュー駅行き（パーソンズ・ブールバード駅） |
| P ホーム階 | 南行急行線                   | ← ラッシュ時：通過                                                                  |
| P ホーム階 | 北行急行線                   | → ラッシュ時：通過 →                                                                |
| P ホーム階 | 北行緩行線                   | → ジャマイカ-179丁目駅行き（終点） →                                                |
| P ホーム階 | 相対式ホーム、右側ドアが開く |                                                                                     |

相対式ホーム2面4線の駅で、ラッシュ時のE系統以外急行線は使用されない。駅の柱は緑色で壁は白地に濃いオレンジ色のラインが走っている。駅名標は"169TH ST."と白いサンセリフ体で書かれている。駅の北に緩急間の両渡り線があり、一部のF系統はこれを使用してジャマイカ-179丁目駅で中央側の線路から発着する。
ホーム上全長に渡ってメザニンが設置され、北行ホームから7つ、南行ホームから5つ階段が接続している。

### 出入口

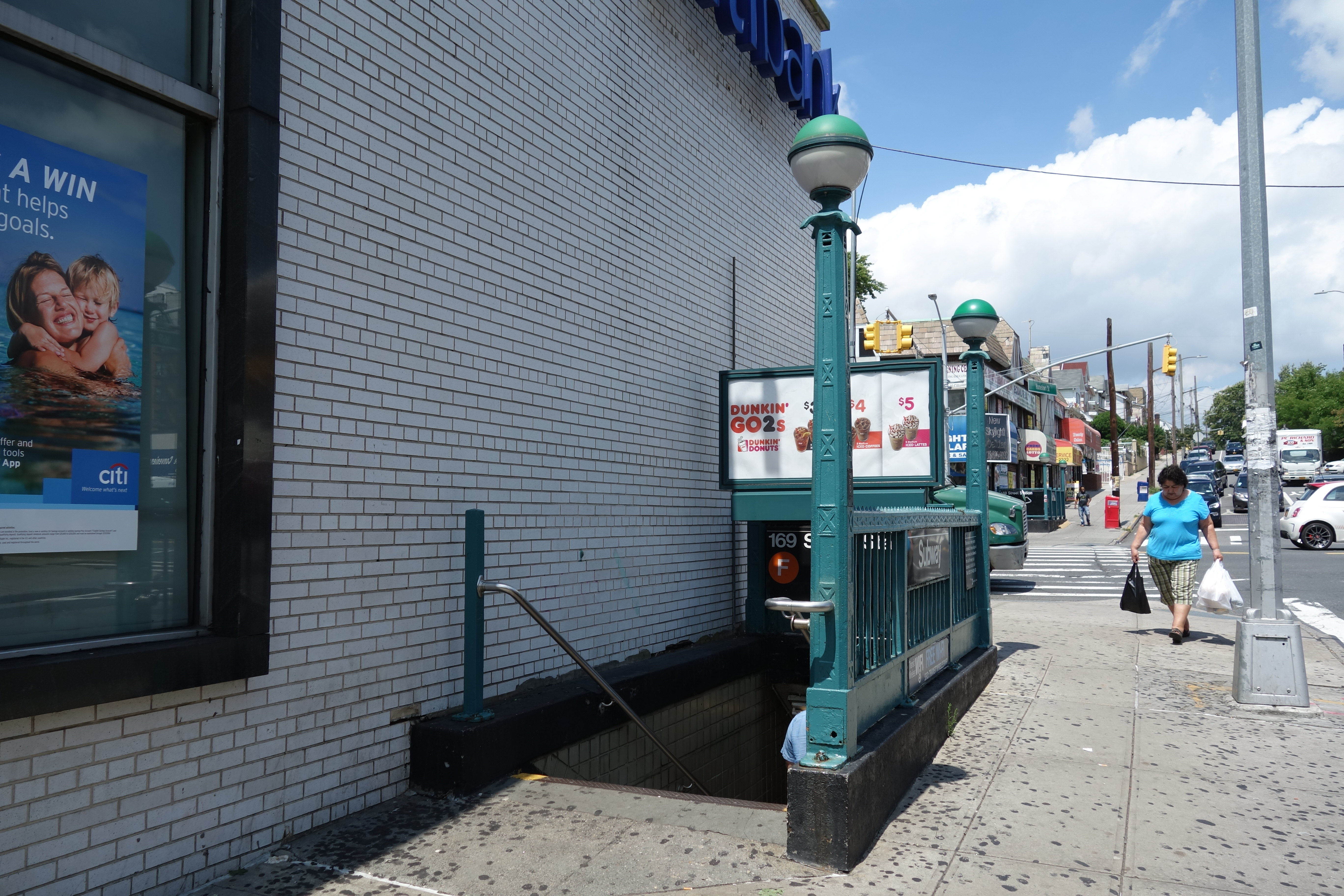
入口

1990年代から北側の改札が終日営業となり、地上へは169丁目とヒルサイド・アベニューの交差点に4つ階段が接続している。1990年代まで終日営業だった南側の改札は無人で、地上へは168丁目とヒルサイド・アベニューの交差点に階段が4つ接続している。